# Jean Bouise
Jean Bouise (Le Havre, 3 de junho de 1929 - Lyon, 6 de julho de 1989) foi um ator francês. 
Em 1950, ele ajudou a fundar o  Théâtre de la Cité e foi um ator da companhia. Ele começou a fazer filmes em 1960, e participou, como coadjuvante, em filmes como A Velha Dama Indigna, Z (filme), A Confissão, Out 1 e The Return of the Tall Blond Man with One Black Shoe, Section Spéciale e Monsieur Klein. Ele recebeu indicações ao Premio César por seus papéis em Le vieux fusil e Le Juge Fayard dit Le Shériff, antes de ganhar o César de melhor ator coadjuvante por Coup de tête.

## Filmografia

### Cinema
- 1963 : L'Autre Cristobal (El Otro Cristóbal) d'Armand Gatti
- 1963 : La Foire aux cancres de Louis Daquin : le directeur
- 1964 : Soy Cuba ou Ja-Kuba  de Mikhaïl Kalatozov : Jim
- 1964 : Tintin et les oranges bleues de Philippe Condroyer : le capitaine Haddock
- 1965 : La Vieille Dame indigne de René Allio : Alphonse
- 1966 : La guerre est finie d'Alain Resnais : Ramon
- 1966 : Avec la peau des autres de Jacques Deray : Margeri
- 1968 : Les Hors-la-loi de Tewfik Fares : Marc
- 1968 : Le Mois le plus beau de Guy Blanc : le curé
- 1969 : L'Américain de Marcel Bozzuffi : le garçon de café
- 1969 : Z de Costa-Gavras : Georges Pirou
- 1970 : Mourir d'aimer d'André Cayatte : le juge des mineurs
- 1970 : Les Choses de la vie de Claude Sautet : François
- 1970 : L'Aveu de Costa-Gavras : le patron de l'usine
- 1971 : Rendez-vous à Bray d'André Delvaux : le rédacteur en chef
- 1971 : La Poudre d'escampette de Philippe de Broca
- 1971 : Out 1 : Noli me tangere de Jacques Rivette et Suzanne Schiffman: Warok
- 1972 : Les Feux de la Chandeleur de Serge Korber : Yves Bouteiller
- 1972 : Les Camisards de René Allio : le cocher
- 1972 : L'Attentat de Yves Boisset
- 1972 : Les Caïds de Robert Enrico : Murelli
- 1973 : Les Granges brûlées de Jean Chapot  : le journaliste
- 1974 : Le Retour du grand blond  d'Yves Robert : le ministre de la défense
- 1975 : Folle à tuer de Yves Boisset: Rosenfeld
- 1975 : Dupont Lajoie d'Yves Boisset : l'inspecteur Boulard
- 1975 : La Brigade de René Gilson : Charles
- 1975 : Section spéciale de Costa-Gavras : le conseiller Linais
- 1975 : Le Vieux Fusil de Robert Enrico : François
- 1976 : Monsieur Klein  de Joseph Losey : le vendeur
- 1976 : Mado de Claude Sautet : André
- 1977 : Le Juge Fayard dit Le Shériff d'Yves Boisset  : le procureur-général Arnould
- 1977 : Le Point de mire de Jean-Claude Tramont : Bob
- 1977 : Coup de foudre de Robert Enrico (inachevé)
- 1977 : Mort d'un pourri de Georges Lautner : le commissaire Pernais
- 1978 : Les Petits Câlins  de Jean-Marie Poiré : le père de Sophie
- 1978 : Sale Rêveur de Jean-Marie Poiré : Robert
- 1978 : Les Routes du sud  de Joseph Losey : le métayer
- 1978 : Un papillon sur l'épaule de Jacques Deray : le docteur
- 1979 : Coup de tête de Jean-Jacques Annaud : le président Sivardière
- 1979 : Un neveu silencieux de Robert Enrico d'après le roman de Paul Savatier: Alexandre
- 1979 : Paco l'infaillible de Didier Haudepin: Ambroise
- 1980 : Anthracite d'Édouard Niermans : le recteur
- 1981 : Le Voleur d'enfants : Herbin
- 1982 : Hécate, maîtresse de la nuit de Daniel Schmid : Vaudable, consul de France
- 1983 : Si j'avais mille ans de Monique Einckell
- 1983 : La Bête noire  de Patrick Chaput: Pépé, le facteur
- 1983 : Équateur de Serge Gainsbourg: le procureur
- 1983 : Au nom de tous les miens de Robert Enrico : Ciljimaster
- 1983 : Le Dernier Combat de Luc Besson : le docteur
- 1983 : Édith et Marcel de Claude Lelouch : Lucien Roupp
- 1984 : L'Air du crime  de Alain Klarere: M. Stutz
- 1985 : Partir, revenir de Claude Lelouch : le curé
- 1985 : Subway de Luc Besson : le chef de station
- 1985 : Strictement personnel  de Pierre Jolivet : le commissaire
- 1986 : Zone Rouge de Robert Enrico : Antoine Sénéchal
- 1986 : La Dernière Image de Mohamed Lakhdar Hamina: Langlois
- 1987 : Dernier Été à Tanger de Alexandre Arcady : Max Pasquier
- 1987 : Dandin de Roger Planchon : chansons
- 1987 : L'Été en pente douce de Gérard Krawczyk : Olivier Voke
- 1987 : Châteauroux district de Philippe Charigot : le commissaire Feuille
- 1987 : Jenatsch de Daniel Schmid : Dr. Tobler
- 1987 : Spirale de Christopher Frank : Jean-François
- 1987 : De guerre lasse de Robert Enrico : Roth
- 1988 : Le Grand Bleu de Luc Besson : oncle Louis
- 1988 : L'Œuvre au noir de André Delvaux : Campanus
- 1989 : Un été d'orages de Charlotte Brandstorm : Robert
- 1989 : La Révolution française de Robert Enrico : Maurice Duplay
- 1990 : Nikita de Luc Besson : l'attaché d'ambassade

Curta-metragens
- 1963 : La Meule de René Allio
- 1966 : Un dessert pour Constance de Sarah Maldoror
- 1966 : Orage de Gérard Grenier
- 1966 : Le Chagrin d'Ernst Loberlin de Christine Riche
- 1977 : Carole de Dominique Maillet
- 1978 : L'Anniversaire de Georges de Patrick Traon
- 1980 : Ferdinand de Dominique Maillet
- 1981 : Victor de Dominique Maillet
- 1982 : Bluff de Philippe Bensoussan : le docteur
- 1984 : Pas de repos pour Billy Brakko de Jean-Pierre Jeunet : narrateur
- 1984 : Ne quittez pas de Sophie Schmit
- 1984 : En garde de Serge Canaud
- 1985 : Sans odeur de Yann Legargeant
- 1985 : Dans les griffes de Thullius de Didier Fontan
- 1985 : Le hasard mène le jeu de Pierre Chenal : le commissaire
- 1986 : Made in Belgique d'Antoine Desrosières
- 1986 : Le Château d'Azatoth de Clément Delage
- 1988 : Puissance de la parole de Jean-Luc Godard